# Chari
Chari (naziva se i Shari) je rijeka u Africi. Izvire u Srednjoafričkoj Republici i protječe kroz Kamerun i Čad, te se ulijeva u jezero Čad (oko 90% jezerske vode dotječe rijekom Chari). Duga je oko 1.400 km i teče od juga prema sjeveru. Glavni joj je pritok rijeka Logone.
Većina stanovništva Čada živi uz rijeku Chari, koja protječe kroz glavni grad N'Djamenu te kroz Sarh. Bogata je ribom. 

## Vanjske poveznice

### Ostali projekti
|  | Zajednički poslužitelj ima još gradiva o temi Chari |